# قصص الإنسان في القرآن
قصص الإنسان في القرآن هو مسلسل رسوم متحركة مصري عرض في رمضان 1433هـ/2012.
المسلسل عن قصة للكاتب الراحل أحمد بهجت، وسيناريو وحوار محمد بهجت وإخراج دكتور مصطفى الفرماوي، وقد تمت مراجعة نص العمل من قبل الأزهر الشريف.
ويروي هذا الجزء 10 قصص على مدار 30 حلقة يقوم ببطولة كل قصة نجوم من مصر والوطن العربي.

## قصة المسلسل
تتناول حلقات المسلسل قصص الإنسان التي ذكرت في القرآن الكريم وذلك في إطار قصصي واقعي يرتكز على الحقيقة الدينية موضحاً الآيات القرآنية التي ذكرت فيها تلك القصص والدور الذي قامت فيه للإنسان لتوصيل الرسالة الإلهية ومساعدتها للرسل والأنبياء الذين سُخِرت لهم وهي تحكي عن بحارٍ يتسلل إلى سفينته طفل صغير اسمه زياد فيبحثان عن اهلة وفي نفس الوقت يقرأ له البحار قصص الإنسان في القرآن.
وقصص الإنسان في القرآن محتوى دينى ثقافي علمي يقدم للأطفال بشكل سلس مع الفكاهة والترفيه، فالقرآن مليء بالقصص والأشخاص الذين ذكروا فيه، فلكل شخص قصة يذكرها القرآن لنلتمس منها العظة والعبرة أمثال صاحب الجنتين، وطالوت وجالوت، وذي القرنين، ويأجوج ومأجوج، أصحاب الأخدود، قارون، النمرود وغيرها الكثيرة التي يكون الإنسان هو بطل أحداثها ويقدمها المسلسل بشكل رائع ومنفصل لكل قصة لتجذب الكبار والصغار معاً.

## التمثيل
- يحيى الفخراني: الشيخ الرواي - البحار جلال الدين (صاحب البحر)
- محمود عبد الغفار: لؤلؤ
- محمود عامر: مرجان
- أحمد عنان : الطفل زياد

| الممثل           | الشخصية     | النبي/القصة       | الحلقة   |
| ---------------- | ----------- | ----------------- | -------- |
| ماجد الكدواني    | الملك       | قصة أصحاب الأخدود | 3,2,1    |
| لطفي لبيب        | الساحر      | قصة أصحاب الأخدود | 3,2,1    |
| جمال إسماعيل     | الراهب      | قصة أصحاب الأخدود | 3,2,1    |
| أحمد السعدني     | طالوت       | قصة طالوت وجالوت  | 6,5,4    |
| ضياء عبد الخالق  | جالوت       | قصة طالوت وجالوت  | 6,5      |
| صلاح عبد الله    | قارون       | قصة قارون         | 9,8,7    |
| غسان مطر         | فرعون       | قصة قارون         | 9,8,7    |
| يوسف داود        | هامان       | قصة قارون         | 9,8,7    |
| شريف منير        | ذو القرنين  | قصة ذو القرنين    | 12,11,10 |
| صبري عبد المنعم  | حمدون       | قصة أصحاب الجنة   | 13       |
| طارق لطفي        | صخر         | قصة أصحاب الجنة   | 15,14,13 |
| أحمد عزمي        | جواد        | قصة أصحاب الجنة   | 15,14,13 |
| خالد جلال        | أسد         | قصة أصحاب الجنة   | 15,14,13 |
| جمال إسماعيل     | صنعان       | قصة أصحاب الجنة   | 15,14,13 |
| ريهام عبد الغفور | سلمى        | قصة أصحاب الجنة   | 15,14,13 |
| أحمد سلامة       | جبل         | قصة سيدنا الخضر   | 17,16    |
| دنيا             | أوفيرا      | قصة سيدنا الخضر   | 17,16    |
| منى جبر          | إيليا       | قصة سيدنا الخضر   | 18       |
| رشوان سعيد       | صبرون       | قصة سيدنا الخضر   | 18       |
| رضوى خالد        | طفلة        | قصة سيدنا الخضر   | 18       |
| هادي خفاجة       | مشكاح       | قصة سيدنا الخضر   | 19       |
| ناصر شاهين       | شلعائيل     | قصة سيدنا الخضر   | 19       |
| أحمد راتب        | الملك عمرو  | قصة السيل العرم   | 22,21,20 |
| هالة فاخر        | طريفة       | قصة السيل العرم   | 22,21,20 |
| مروة عبد المنعم  | جميلة       | قصة السيل العرم   | 22,21,20 |
| عمرو عبد العزيز  | الأمير مالك | قصة السيل العرم   | 22,21,20 |
| حسن الرداد       | السامري     | قصة السامري       | 25,24,23 |
| سامي مغاوري      | حليم        | قصة السامري       | 25,24,23 |
| حسن الرداد       | السامري     | قصة السامري       | 25,24,23 |
| محمود الجندي     | نمرود       | قصة نمرود         | 27,26    |
| صفاء الطوخي      | بنورة       | قصة نمرود         | 27,26    |
| محمد رياض        | قرطوش       | قصة صاحب الجنتين  | 30,29,28 |
| محسن محي الدين   | تمليخا      | قصة صاحب الجنتين  | 30,29,28 |
| لقاء سويدان      | علياء       | قصة صاحب الجنتين  | 30,29,28 |
| حنان مطاوع       | روضة        | قصة صاحب الجنتين  | 29,28    |

## قائمة الحلقات
| 01 | أصحاب الأخدود «الجزء الأول»  | 20 يوليو 2012 |
| ينطلق جلال الدين رفقة طفل يُدعى زياد للبحث عن والديه فيحكي له قصص عديدة، حيث تبدأ القصة الأولى ويختار ساحر غلامًا في فترة حكم الملك النواس، ويعلم الغلام السحر حتى يصبح الغلام في حيرة بين السحر وإرادة الله، وتهجم ماشية متوحشة على القرية فيستعين الغلام بالله بدلًا من السحر وينقذ القرية. |                              |               |
| 02 | أصحاب الأخدود «الجزء الثاني» | 21 يوليو 2012 |
| يشتهر الغلام في القرية بعد إنقاذه لهم، فيغضب الملك النواس ويأمر بالقبض على الغلام وتعذيبه حتى يكفر بالله. |                              |               |
| 03 | أصحاب الأخدود «الجزء الثالث» | 22 يوليو 2012 |
| يفشل الساحر في التخلص من الغلام، فيضع الغلام مكيدة للملك ويخبره عن طريقة لقتله فيتسبب قتل الملك للغلام في إيمان أهل القرية بالله. |                              |               |
| 04 | طالوت وجالوت «الجزء الأول»   | 23 يوليو 2012 |
| اطمئن قوم طالوت بعد رؤية تابوت العهد الذي سلبهم إياه الملك جالوت، والذي يحوي بعض أشياء النبيين موسى وهارون ويحوي ألواح التوراة، ورضوا بحكم طالوت الذي أمرهم بتجهيز جيش لملاقاة جيش جالوت واسترداد أرضهم المغتصبة.                                                                          |                              |               |
| 05 | طالوت وجالوت «الجزء الثاني»  | 24 يوليو 2012 |
| اطمئن قوم طالوت بعد رؤية تابوت العهد الذي سلبهم إياه الملك جالوت، والذي يحوي بعض أشياء النبيين موسى وهارون ويحوي ألواح التوراة، ورضوا بحكم طالوت الذي أمرهم بتجهيز جيش لملاقاة جيش جالوت واسترداد أرضهم المغتصبة.                                                                          |                              |               |
| 06 | طالوت وجالوت «الجزء الثالث»  | 25 يوليو 2012 |
| يأمر طالوت جنوده بعد شرب الماء لاختبار طاعتهم له فيطرد أغلبهم بعد عصيانهم له، وينتصر طالوت على جالوت فيعطي نصف ملكه لداود بعد قتل الأخير لجالوت في المعركة. |                              |               |
| 07 | قارون «الجزء الأول»          | 26 يوليو 2012 |
| يتمنى زياد الثراء حتى يصبح سعيدًا في المستقبل، فيُخبره جلال الدين عن قصة قارون الذي تسبب المال في تعاسته، حيث يخدع قارون القوم بقدرته على تحويل الرمال للذهب للحصول على مال منهم. |                              |               |
| 08 | قارون «الجزء الثاني»         | 27 يوليو 2012 |
| يستدعي فرعون قارون، ويطلب منه الحصول على ماله مقابل الأرض الخصبة في الجنوب، وينجح قارون في تكوين ثروة كبيرة من الكنوز والذهب. |                              |               |
| 09 | قارون «الجزء الثالث»         | 28 يوليو 2012 |
| يهجم فرعون بجيشه على موسى ويرفض الحصول على مساعدة قارون فيغرق الجيش بأكمله، ويزداد غرور قارون حتى استمعت الأرض لله وخسفت بقصر قارون ليموت غرقًا وسط كنوزه. |                              |               |
| 10 | ذو القرنين «الجزء الأول»     | 29 يوليو 2012 |
| يحكي جلال الدين قصة ذو القرنين، حيث يجوب الأخير الأرض لينشر فيها الخير والعلوم، ويدخل ذو القرنين في حرب ضد هابينس لنشر العدل، فيرحب به جيش الأخير. |                              |               |
| 11 | ذو القرنين «الجزء الثاني»    | 30 يوليو 2012 |
| يستكمل جلال الدين قصته لزياد، حيث يسمع ذو القرنين عن قوم يعانون في الجنوب، فيقرر الاتجاه إلى هناك لمساعدتهم. |                              |               |
| 12 | ذو القرنين «الجزء الثالث»    | 31 يوليو 2012 |
| يعاني أهل الجنوب من قوم يأجوج مأجوج الذين يأكلونهم، فيقرر ذو القرنين مواجهتهم، فيبني سد لحصارهم ويبعدهم عن الحياة وينجح في الأمر. |                              |               |
| 13 | أصحاب الجنة «الجزء الأول»    | 1 أغسطس 2012  |
| يعيش حمدون في حديقة جميلة لقبها قومه بالجنة، حيث يرعى أبنائه جواد وصخر وأسد، وبينما تتدهور صحة حمدون يوصي جواد على أن لا يفترق عن شقيقيه مهما حدث. |                              |               |
| 14 | أصحاب الجنة «الجزء الثاني»   | 2 أغسطس 2012  |
| يصر أسد وصخر على عدم إعطاء أي حصة من المحاصيل الزراعية للفقراء وقومهم، ويحاول جواد إقناعهما باتباع وصية والدهما فيرفضا، فينزل الله عليهم آية وتحترق كل المحاصيل والحيوانات الخاصة بهم. |                              |               |
| 15 | أصحاب الجنة «الجزء الثالث»   | 3 أغسطس 2012  |
| يندم أسد وصخر على عدم الاستماع لجواد فيدعوهما بالعودة لطريق الخير والعدل، فيتوب الثلاثي ويمن عليهم الله بأرضًا خير من أرضهم. |                              |               |
| 16 | سيدنا الخضر «الجزء الأول»    | 4 أغسطس 2012  |
| يحكي جلال الدين لزياد قصة خضر مع سيدنا موسى، حيث يصاحب الأخير خضر ليتعلم منه العلم الكبير، وصل الثنائي إلى قرية فيقتل غلام يُدعى حيثور، فيتعجب زياد من الأمر ويسأل جلال الدين عن سبب قتل خضر للطفل، فيُخبره عن مستقبل الطفل في الكفر والطغيان، فقتله كان رحمة لوالديه.                       |                              |               |
| 17 | سيدنا الخضر «الجزء الثاني»   | 5 أغسطس 2012  |
| يستقل خضر وموسى سفينة يملكها بحارة مساكين، فيخرب الخضر السفينة لتغرق وترسو في أقرب ميناء، فيذهب الملك هدد للاستيلاء عليها ويتراجع بعد اكتشافه تدميرها، فيكتشف موسى إنقاذ الخضر لسفينة البحارة عندما حطمها.                                                                                 |                              |               |
| 18 | سيدنا الخضر «الجزء الثالث»   | 6 أغسطس 2012  |
| يصل موسى إلى قرية البخلاء رفقة الخضر، فيطلبا المساعدة من الأهالي، ولكنهم يرفضوا مساعدتهما بالطعام والشراب بسبب بخلهم. |                              |               |
| 19 | سيدنا الخضر «الجزء الرابع»   | 7 أغسطس 2012  |
| يموت والد طفلين في قرية البخلاء ويرفض الأهالي مساعدتهما بالطعام أو العمل، فيساعدهما الخضر بطريقة غير مباشرة لوصول اليتيمان بالحصول على الكنز. |                              |               |
| 20 | السيل العرم «الجزء الأول»    | 8 أغسطس 2012  |
| يحكي جلال الدين قصة سد مأرب، حيث أمر ملك صالح ببنائه على مدار سنوات عديدة لينتهي بنائه بعد 100 عام وينعم به الكثير من البشر، فيهمل الملك مزيقياء السد وينتشر في عهده الفساد. |                              |               |
| 21 | السيل العرم «الجزء الثاني»   | 9 أغسطس 2012  |
| تنتشر الفئران في مدينة سبأ، فيأمر مزيقياء جنوده بإطلاق القطط عليهم لإنقاذ المدينة، وترى زوجة الملك في الحلم رؤية بغرق المدينة بأكملها. |                              |               |
| 22 | السيل العرم «الجزء الثالث»   | 10 أغسطس 2012 |
| تحاول زوجة الملك تحذيره من غرق المملكة خلال 7 سنوات، فيُهمل مزيقياء الأمر، فتعود الفئران وتقرض الصخور وتغرق المملكة بأكملها. |                              |               |
| 23 | السامري «الجزء الأول»        | 11 أغسطس 2012 |
| يصل جلال الدين بسفينته إلى الهند فيحكي لزياد قصة السامري، وهو رجل من عصر موسى كان يستغل قدرته على الإقناع ويشتهر بالنفاق. |                              |               |
| 24 | السامري «الجزء الثاني»       | 12 أغسطس 2012 |
| ينطلق السامري وبقية القوم خلف موسى بعد إنشقاق البحر وغرق فرعون وجنوده، فيصنع السامري تمثال من الذهب الخالص لعجل أثناء غياب موسى ويدفع القوم لعباده. |                              |               |
| 25 | السامري «الجزء الثالث»       | 13 أغسطس 2012 |
| يعود كليم الله موسى فيكتشف ما فعله السامري وعبادة القوم للعجل الذهبي، فيحاكمه ويعتق رقبته ويترك حسابه لله. |                              |               |
| 26 | النمرود «الجزء الأول»        | 14 أغسطس 2012 |
| تبدأ القصة بعد مرور 400 عام على حكم النمرود للأرض، حيث تُخبره العرافة بنورة بولادة طفل سيؤدي إلى زوال ملكه، فيجمع النمرود كل النساء الحوامل ويقتل أطفالهن الذكور، فتخبره العرافة عن فشله في الوصول الطفل المقصود.                                                                           |                              |               |
| 27 | النمرود «الجزء الثاني»       | 15 أغسطس 2012 |
| يكتشف النمرود أن إبراهيم هو الخطر الذي حذرته منه العرافة التي اكتشف إيمانها برب إبراهيم، ويفشل في قتله بالنار فيسلط عليه الله جيش من البعوض ليقتل جيشه بالكامل، فتدخل بعوضه في رأس النمرود ليأمر الأخير الجميع بضربه على رأسه على أمل قتل البعوضة.                                         |                              |               |
| 28 | صاحب الجنتين «الجزء الأول»   | 16 أغسطس 2012 |
| يستمر جلال الدين في الإبحار مع زياد للبحث عن والديه، ويحكي له قصة صاحب الجنتين، حيث يذهب شقيقين في مفترق طرق بعد تقسيم الميراث بينهما، فيشتري الأول خيرًا كثيرًا ويطعم به الفقراء والجياع، بينما ينحرف الأخر في طريق الرذيلة والمعاصي.                                                       |                              |               |
| 29 | صاحب الجنتين «الجزء الثاني»  | 17 أغسطس 2012 |
| يحاول الشقيق الصالح تميلخة مساعدة شقيقه الضال قرطوش، فيغرق الأخير في نعيمه الزائل ويرفض مساعدة الفقراء والمحتاجين ويكفر بالله. |                              |               |
| 30 | صاحب الجنتين «الجزء الثالث»  | 18 أغسطس 2012 |
| يعثر زياد على والديه بعد رحلة طويلة، ويستكمل عليه جلال الدين قصته الأخيرة، فيحكي له كيف زال الخير من تحت قدمي قرطوش وفقد كل شيء بسبب غضب الله، فدعاه شقيقه تميلخة بالتوبة إلى الله. |                              |               |